# Abolicionismo en Brasil
La historia del abolicionismo en Brasil se remonta a la primera tentativa de abolición de la esclavitud indígena, en el año 1611. Su abolición definitiva se debe al marqués de Pombal, durante el reinado de José I de Portugal, y a los movimientos emancipadores del período colonial, particularmente la Conjura bahiana de 1798, en cuyos planes se encontraba la erradicación de la esclavitud. Después de la Independencia de Brasil, las discusiones a este respeto se extendieron por todo el período del Imperio, habiendo adquirido relevancia a partir de 1850, y carácter verdaderamente popular a partir de 1870, culminando con la firma de la ley Áurea de 13 de mayo de 1888, que extinguió la esclavitud negra en Brasil.

## Período Colonial

### Brasil Imperial
Andrada e Silva, en su famoso discurso ante la Asamblea Constituyente de 1824, ya había llamado a la esclavitud "cáncer mortal que amenaza los fundamentos de la nación". El consejero Veloso de Oliveira fue una de las primeras voces abolicionistas del estado independiente. En palabras del historiador Antônio Barreto do Amaral: "En sus Memorias para la mejora de la Provincia de São Paulo, aplicable en gran medida a las demás provincias de Brasil, presentadas al príncipe D. João VI en 1810, y publicadas por el autor en 1822, después de enumerar y criticar los actos de los capitanes generales que concursaban para dificultar el desarrollo paulista, pasa a tratar el elemento servil y la inmigración libre, que podrían concursar para la venida de las poblaciones europeas, golpeadas por los efectos de las guerras napoleónicas. Proponía el consejero Veloso de Oliveira que, ante la imposibilidad de ordenar las corrientes migratorias, prosiguiera el comercio de esclavos, pero que la esclavitud del individuo importado fuera restringida a diez años y que, en Brasil, nacieran libres los hijos de los esclavos.
En el período Regencial, desde el 7 de noviembre de 1831, la Cámara de los Diputados había aprobado y la Regencia promulgado una ley que prohibía el tráfico de esclavos africanos en el país. Sin embargo, esta ley no fue aplicada. En marzo de 1845 se agotó el plazo del último tratado firmado entre Brasil y Reino Unido y el Gobierno británico decretó, en agosto, la llamada ley Aberdeen. Con el nombre de lord Aberdeen, del Foreign Office (el ministerio británico de Relaciones Exteriores), la nueva ley daba al Almirantazgo británico el derecho de aprisionar navíos negreros, incluso en aguas territoriales brasileñas, y juzgar a sus comandantes. Los capitanes británicos recibieron órdenes de detener a los navíos brasileños en alta mar y verificar si transportaban esclavos —en tal caso, deberían deshacerse de la carga—, devolviendo los esclavos a África, o transferirlos a los navíos británicos.
Criticada hasta en Reino Unido por pretender ser "guardián moral del mundo", en Brasil la ley Aberdeen provocó pánico entre traficantes y propietarios de esclavos y de tierras. La consecuencia inmediata fue el significativo y paradójico aumento del comercio de esclavos, pues fueron anticipadas las compras antes de su prohibición definitiva, lo que provocó una gran subida del precio de los esclavos. Caio Prado Júnior dice que, en 1846, entraron 50.324 esclavos y, en 1848, 60.000 más. Se calcula que, hasta 1850, el país recibió 3,5 millones de africanos cautivos.
Los navíos británicos perseguían embarcaciones sospechosas, la Marina británica invadía aguas territoriales y amenazaba con bloquear los puertos. Hubo incidentes e intercambios de disparos en Paraná. Algunos capitanes, antes de ser abordados, soltaban en el océano la carga humana. Los infractores eran hacendistas o propietarios rurales, todos esclavistas. Las provincias protestaban, pues en la época, en Brasil, la esclavitud era cosa natural, integrada en la rutina y en las costumbres, vista como institución necesaria y legítima. Una sociedad intensamente desigual dependía del esclavo para mantenerse. Los conservadores (llamados saquaremas, en el poder desde 1848) culpaban a los liberales (llamados luzías) de haberse sometido a la coacción británica. Sabían perfectamente que el tráfico negrero debería tener fin, que la esclavitud estaba condenada, pero alegaban que tal decisión debería corresponder al Gobierno, para preservar la soberanía nacional y garantizar la seguridad interna –en verdad, su intención era extender la esclavitud lo máximo posible. Pero D. Pedro II, con problemas en el río de la Plata, necesitaba al Reino Unido de su parte. En marzo de 1850, el primer ministro británico Gladstone amenazó con cumplir los tratados a "punta de espada, por la guerra hasta el exterminio." Cediendo a las presiones, D. Pedro II dio un paso importante: su Gabinete elaboró un proyecto de ley, presentado al Parlamento por el ministro de Justicia Eusébio de Queirós, que adoptaba medidas eficaces para la extinción del tráfico de esclavos. Convertido en ley n.º 581, de 4 de septiembre de 1850, determinaba su artículo 3:

"Son autores del crimen de importación, o de tentativa de esa importación, el dueño, el capitán o maestro, el piloto y el contramaestre o el sobrecargo, en el territorio brasileño de que concursen para ocultar al conocimiento de la autoridad, o por sustraerlos a su aprehensión en el mar, o en acto de desembarque siendo perseguida". Uno de sus artículos determinaba el juicio de los infractores por el Almirantazgo, pasando así al Gobierno imperial el poder de juzgar, poder antes conferido a jueces locales.
Ley 581, de 2 de septiembre de 1850

Los conservadores continuaron empeñados en mantener el sistema esclavista y la estructura colonial de producción. Para racionalizar el uso de la mano de obra esclava, ahora más cara, incentivaron el tráfico interno, realizado por los antiguos traficantes, quitando al esclavo de las áreas donde la agricultura decaía, como los cultivos de azúcar del litoral nordeste, para las exhaustivas labores en las nuevas regiones cafeteras en expansión del Centro-Sur, dejando para el trabajador inmigrante las demás actividades. Boris Fausto, que tanto escribió sobre la inmigración en Brasil, estima que el tráfico interprovincial, de 1850 a 1888, desplazó de 100 a 200.000 esclavos. La estampida desconcertó a los señores esclavistas de las tierras del nordeste, que se volcaron en masa hacia el abolicionismo. Estos abolicionistas esperaban que, cesando el suministro de esclavos, la esclavitud desapareciera al poco tiempo, cosa que no aconteció.
Tantas fueron las protestas que Eusébio de Queirós tuvo que comparecer en la Cámara de Diputados, en julio de 1852, y apelar a la opinión pública. Recordó que muchos hacendados del Norte se enfrentaban a dificultades financieras, sin poder pagar sus deudas a los traficantes. Muchos habían hipotecado sus propiedades con especuladores y grandes traficantes —entre ellos, numerosos portugueses—, con el fin de obtener nuevos recursos destinados a la compraventa de más esclavos. Recordó que aunque se continuara permitiendo entrar en el Imperio tal cantidad de esclavos africanos, habría un desequilibrio entre las categorías de la población —libres y esclavos—, amenazando a los primeros. Y la llamada «buena sociedad» quedaría expuesta a «peligros gravísimos», pues el desequilibrio ya hubo provocado numerosas rebeliones (debía acordarse de los Malês, en Salvador de Bahía, en 1835).
En 1854 fue aprobada la ley Nabuco de Araújo, nombre dado por ser el del ministro de Justicia de 1853 a 1857, que preveía sanciones para las autoridades que encubrieran el contrabando de esclavos. Los últimos desembarcos de que se tiene noticia acontecieron en 1856. 

### Inmigración europea
La inmigración hasta 1850 venía siendo un fenómeno espontáneo. Entre 1850 y 1870, pasó a ser promovida por los latifundistas. Venidos de Alemania y de Italia, los inmigrantes, muchas veces engañados y con contratos que los hacían trabajar en régimen casi esclavista, se ocuparon del trabajo rural en la economía cafetera. Tantos retornaron a sus países que hubo necesidad de intervención de consulados y de las entidades que los protegían, como algunas sociedades fiscales de inmigración. Fueron muchas las regiones en las que los esclavos fueron sustituidos por los inmigrantes. En 1874 algunas ciudades tenían un 80% de trabajadores rurales negros. Veinticinco años después, en 1899, la proporción había pasado a ser del 7% de trabajadores negros y 93% blancos.
La esclavitud comenzó a declinar hacia 1850 (después de la aprobación de ley de Eusébio de Queirós). Progresivamente, los inmigrantes europeos asalariados sustituyeron a los esclavos en el mercado de trabajo. Pero fue solo a partir de la Guerra de la Triple Alianza cuando el movimiento abolicionista cobró impulso. Miles de antiguos esclavos, que volvían de la guerra victoriosos, incluso muchos condecorados, corrieron el riesgo de volver a la condición anterior por presión de sus antiguos dueños. El problema social se hizo una cuestión política para la élite dirigente del Segundo Reinado. La abolición del tráfico de esclavos, su bajo índice de reproducción, las epidemias de malaria, las constantes fugas de esclavos, la multiplicación de los quilombos y la alforria de muchos esclavos, inclusive de aquellos que lucharon en la Guerra de Paraguay, contribuyeron sensiblemente a la disminución del número de esclavos en Brasil.

### Campaña abolicionista

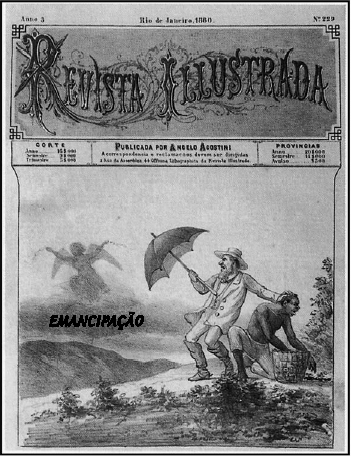
Revista Ilustrada de 1880 sobre la campaña abolicionista

En 1880, políticos importantes, como Joaquim Nabuco y José do Patrocínio, crearon en Río de Janeiro la Sociedad Brasileña contra la Esclavitud, que estimulaba la formación de decenas de asociaciones semejantes en todo el país. De la misma forma, el periódico El Abolicionista, de Nabuco, y la Revista Ilustrada, de Angelo Agostini, sirvieron de modelo para otras publicaciones antiesclavistas. Abogados, artistas, intelectuales, periodistas y políticos se unieron al movimiento y recaudaron fondos para pagar cartas de alforria. Aunque no se divulgue mucho, la Iglesia Positivista de Brasil, de Miguel Leemos y Raimundo Teixeira Mendes, tuvo una actuación destacada en la campaña abolicionista al deslegitimar la esclavitud, vista a partir de entonces como una forma bárbara y atrasada de organizar el trabajo y tratar a los seres humanos.
También tuvo una participación destacada en la campaña abolicionista la masonería brasileña, siendo así que casi todos los principales líderes de la abolición fueron masones. José Bonifácio, pionero de la abolición, Eusébio de Queirós, que abolió el tráfico de esclavos, el vizconde de Río Blanco, responsable de la Ley de Vientre Libre y los abolicionistas Luís Gamma, Antônio Bento, José do Patrocínio, Joaquim Nabuco, Silva Jardim y Ruy Barbosa eran masones. En 1839, los masones David Canabarro y Bento Gonçalves liberan esclavos durante la Guerra de los Farrapos.
En Recife, los alumnos de la Facultad de Derecho se movilizan, siendo fundada una asociación abolicionista por alumnos como Plínio de Lima, Castro Alves, Rui Barbosa, Aristides Spínola, Regueira Costa, entre otros. En São Paulo, se destaca el trabajo de un antiguo esclavo, uno de los mayores héroes de la causa abolicionista, el abogado Luís Gamma, responsable directo de la liberación de más de 1.000 cautivos. Se creó también en la capital paulista la Sociedad Emancipadora de São Paulo, con la participación de líderes políticos, hacendados, profesores universitarios, periodistas y, fundamentalmente, estudiantes.
El país fue tomado por la causa abolicionista, y, en 1884, los estados de Ceará y Amazonas abolieron la esclavitud en sus territorios. Durante los últimos años de la esclavitud en Brasil, la campaña abolicionista se radicalizó con la tesis "Abolición sin indemnización" lanzada por periodistas, profesionales liberales y políticos que no tenían propiedades rurales.

## Las leyes abolicionistas

### Ley de Vientre Libre
El Partido Liberal se comprometió públicamente con la causa de la libertad para los nacidos de esclavas, pero fue el gabinete del vizconde de Río Branco, del Partido Conservador, el que promulgó la primera ley abolicionista, la ley de Vientre Libre, el 28 de septiembre de 1871. En defensa de la ley, el vizconde de Río Branco presentó la esclavitud como una "institución injuriosa", no tanto para los esclavos como para el país, sobre todo para su imagen externa. Tras 21 años sin medidas gubernamentales en relación con el fin de la esclavitud, fue votada la "ley Río Branco", más conocida como "ley de Vientre Libre", que consideraba libres a todos los hijos de esclavos nacidos a partir de su aprobación y pretendía establecer un estadio evolutivo entre el trabajo esclavo y el régimen de trabajo libre, pero sin causar cambios abruptos en la economía o en la sociedad. En la Cámara de Diputados, el proyecto de ley obtuvo 65 votos favorables y 45 contrarios. De estos, 30 eran de diputados de las tres provincias cafeteras: Minas Gerais, São Paulo y Río de Janeiro. En el Senado, hubo 33 votos a favor y 7 contra. Entre los votos contrarios, 5 fueron de senadores de las provincias cafeteras.
Según lo dispuesto en la ley, los hijos de los esclavos -llamados ingênuos- tenían dos opciones: o quedaban con los señores de sus madres hasta la mayoría de edad (21 años) o podrían ser entregados al gobierno. En la práctica, los esclavistas mantuvieron a los ingênuos en sus propiedades, tratándolos como si fueran esclavos. En 1885, de los 400.000 ingênuos, solo 118 fueron entregados al gobierno -los propietarios optaban por liberar a los esclavos enfermos, ciegos o con deficiencias físicas-.
Por otro lado, la ley Río Branco tuvo el mérito de exponer los males de la esclavitud en la prensa y en actos públicos. En la década de 1890, cerca de medio millón de niños fueron liberados cuando estaban entrando en edad productiva. La ley de Vientre Libre declaraba de condición libre los hijos de mujer esclava nacidos desde la fecha de la ley. El índice de mortalidad infantil entre los esclavos aumentó, pues además de las pésimas condiciones de vida, creció el descanso por los recién nacidos. La ayuda financiera prometida para los hacendados, como disponía el § 1.º de la ley 2040, jamás fue entregada a los mismos: 

Los citados hijos más pequeños quedarán en poder y bajo la autoridad de los señores de sus madres, los cuales tendrán la obligación de criarlos y tratarlos hasta la edad de ocho años completos. Llegando el hijo de la esclava a esta edad, el señor de la madre tendrá opción, o de recibir del Estado la indemnización de 600$000, o de utilizarse de los servicios del menor hasta la edad de 21 años completos. En el primer caso, el Gobierno recibirá al pequeño y le dará destino, en conformidad con la presente ley.

Joaquim Nabuco escribió en 1883:

O abolicionismo é antes de tudo um movimento político, para o qual, sem dúvida, poderosamente concorre o interesse pelos escravos e a compaixão pela sua sorte, mas que nasce de um pensamento diverso: o de reconstruir o Brasil sobre o trabalho livre e a união das raças na liberdade.
Joaquim Nabuco

### Ley de Sexagenarios
A partir de 1887, los abolicionistas pasaron a actuar en los campos, muchas veces de manera directa ayudando a fugas masivas, o haciendo que los hacendados contrataran a sus antiguos esclavos en régimen asalariado. En 1887, diversas ciudades liberan a los esclavos; la llamada alforria estaba normalmente condicionada a la prestación de servicios (que, en algunos casos, implicaba la servidumbre de otros miembros de la familia).
Ceará y Amazonas liberaron a sus esclavos en 1885. La decisión de Ceará aumentó la presión de la opinión pública sobre las autoridades imperiales. En 1885, el gobierno cedió y promulgó la ley Saraiva-Cotegipe, que regulaba la "extinción gradual del elemento servil".
La ley Saraiva-Cotegipe fue popularizada como ley de Sexagenarios. Nacida de un proyecto del diputado baiano Ruy Barbosa, esta ley liberó a todos los esclavos con más de 60 años mediante compensaciones financieras a sus propietarios más pobres para que ayudaran, a su vez, a sus antiguos esclavos. Sin embargo, esta parte de la ley jamás fue cumplida y los propietarios de esclavos jamás fueron indemnizados. Los esclavos que estaban con edad entre 60 y 65 años deberían "prestar servicios por 3 años a sus señores y después de los 65 años de edad serían liberados".
Pocos esclavos llegaban a esta edad y ya sin condiciones de garantizar su sostenimiento, aún más que ahora necesitaban competir con los inmigrantes europeos. En el censo de 1872, primera matrícula general de esclavos, muchos hacendados aumentaban la edad de sus esclavos para burlar la ley, escondiendo los ingênuos introducidos de contrabando tras la ley Eusébio de Queirós. Numerosos negros viejos, e incluso algunos jóvenes, que eran legalmente sexagenarios y debían ser liberados por la ley de Sexagenarios, no lo fueron. Los propietarios intentarían anular la liberación, alegando haber sido engañados porque no fueron indemnizados como prometía la ley. Las zonas recientemente desbravadas del oeste paulista se revelaban más dispuestas a la emancipación total de los esclavos. Ricas y prósperas, ejercían gran atracción sobre los inmigrantes, más preparados para el régimen de trabajo asalariado.
Esas fugas en masa de esclavos dirigidas hacia la ciudad de Santos generaron violencia, que fue denunciada en los debates sobre la ley Áurea, el 9 de noviembre de 1888, en la Câmara Geral, por el diputado general Andrade Figueira, que acusó a la policía paulista y a políticos conservadores de ser conniventes con estas fugas, lo que llevó a los propietarios de esclavos paulistas a liberar a sus esclavos para evitar más violencia: 

Os escravos fugiram em massa, prejudicando não só os grandes interesses econômicos, mas também interesses de segurança pública: houve mortes, houve ferimentos, houve invasão de localidades, houve o terror derramado por todas as famílias, e aquela importante província durante muitos meses permaneceu no terror mais aflitivo. Felizmente os proprietários de São Paulo, compreenderam que, diante da inação da Força Pública, melhor seria capitularem perante a desordem, e deram liberdade aos escravos.
Andrade Figueira

En el mismo sentido escribía Joaquim Manuel de Macedo en su libro As Vítimas-Algozes, denunciando la complicidad de los pequeños comercios, llamados Ventas, en la receptación de los bienes robados en las haciendas por los esclavos y quilombolas: 

A "Venda" não dorme: às horas mortas da noite vêm os quilombolas, os escravos fugidos e acoutados nas florestas, trazer o tributo de suas depredações nas roças vizinhas ou distantes ao vendelhão que apura nelas segunda colheita do que não semeou, e, que tem, sempre de reserva, para os quilombolas, recursos de alimentação de que eles não podem prescindir, e também, não raras vezes, a pólvora e o chumbo para resistência no caso de ataques aos quilombos.
Joaquim Manuel de Macedo

## Fugas y quilombos en los últimos años de la esclavitud en Brasil
También los negros y mulatos esclavizados participaron más activamente de la lucha, huyendo de las haciendas y buscando la libertad en las ciudades, especialmente tras 1885, cuando fueron prohibidos los castigos corporales a los esclavos huidos cuando fueran capturados. La ley n.º 3.310, de 15 de octubre de 1886, revocó el artículo nº 60 del Código Criminal de 1830 y la ley n.º 4, de 10 de junio de 1835, en la parte en que imponen la pena de azotes, y determinó que “al reo esclavo serán impuestas las mismas penas decretadas por el Código Criminal y la legislación en vigor para otros cualesquiera delincuentes”.
En el interior de São Paulo, liderados por el mulato Antônio Bento y sus seguidores, miles de ellos escaparon de las haciendas y se instalaron en el Quilombo del Jabaquara, en Santos. A esa altura, la campaña abolicionista se mezcló con la campaña republicana y ganó un refuerzo importante: el Ejército Brasileño, que pidió públicamente no ser empleado en la captura de los fugitivos. Durante los últimos años de la esclavitud en Brasil, la campaña abolicionista adoptó el lema "Abolición sin indemnización". Del exterior, sobre todo de Europa, llegaban llamamientos y manifiestos favorables al fin de la esclavitud.
Esas fugas masivas de esclavos en la ciudad de Santos generaron violencia, que fue denunciada en los debates sobre la ley Áurea, el 9 de noviembre de 1888, en la Cámara General, por el diputado general Andrade Figueira, que acusó a la policía paulista y a ciertos políticos de tener connivencia con estas fugas, lo que llevó a los propietarios de esclavos paulistas a liberar a sus esclavos para evitar más violencia. En el mismo sentido escribía Joaquim Manuel de Macedo en su libro Las Víctimas-Algozes, denunciando la complicidad de los pequeños establecimientos comerciales, llamados de Venta, en la receptación de los bienes hurtados en las haciendas por los esclavos y cimarrones.

### Ley Áurea

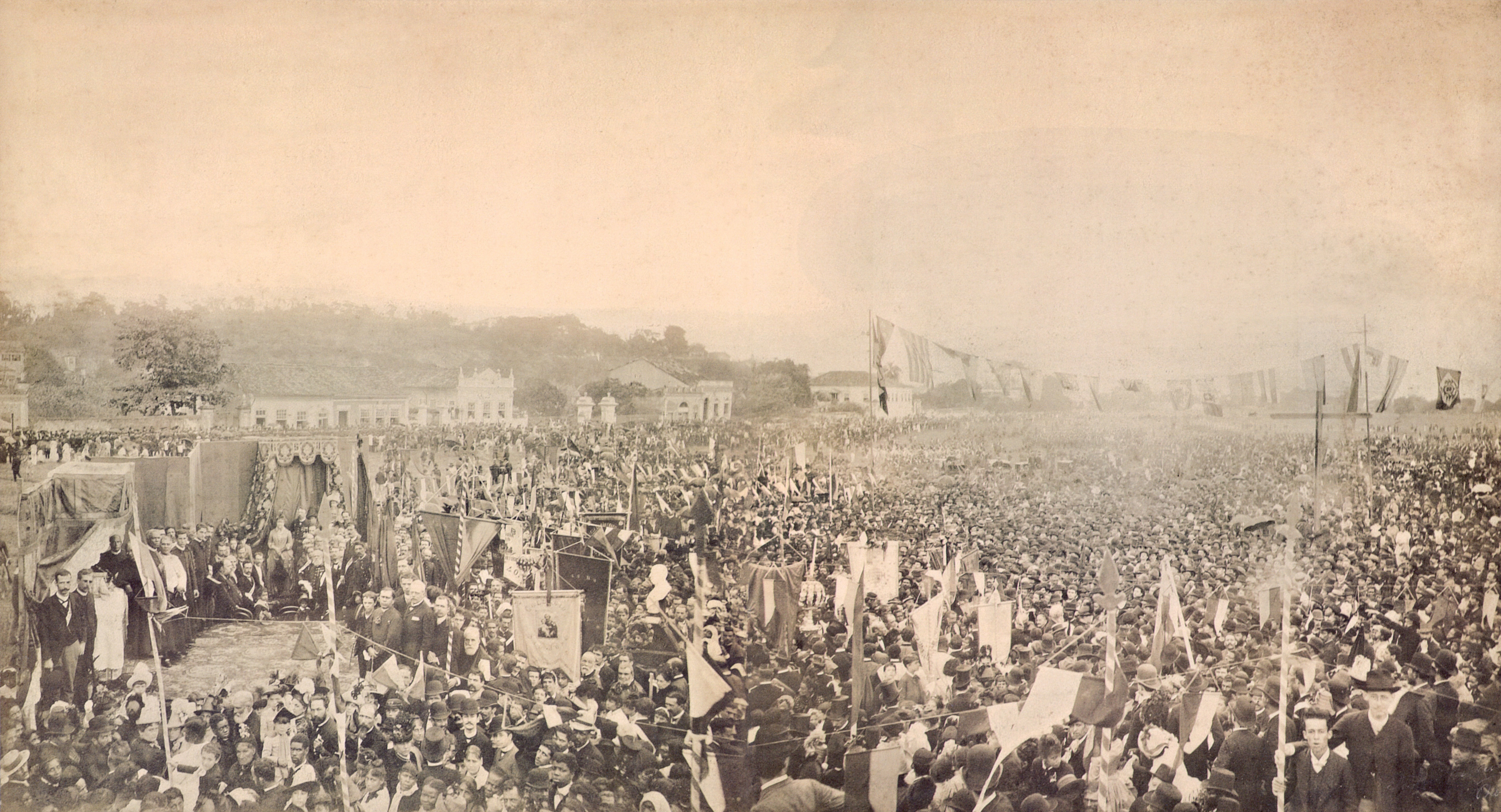
Misa campal de Acción de Gracias, en Río de Janeiro, reúne la princesa Isabel y cerca de veinte mil personas, celebra la abolición, el día 17 de mayo de 1888.

En 13 de mayo de 1888, el gobierno imperial se rindió a las presiones y la princesa Isabel de Bragança firmó la ley Áurea, que extinguió la esclavitud en Brasil. La decisión disgustó a los fazendeiros, que exigían indemnizaciones por la pérdida de "sus bienes". Como no las consiguieron, adhirieron al movimiento republicano. Al abandonar el régimen escravista, el Imperio perdió una columna de sustentación política.
El fin de la esclavitud, sin embargo, no mejoró la condición social y económica de los ex-esclavos. Sin formación escolar o una profesión definida, para la mayoría de ellos la simple emancipação jurídica no cambió su condición subalterna ni ayudó a promover su ciudadanía o ascenso social. Sobre las consecuencias negativas de la abolición sin amparo a los esclavos, en el libro 1º Centenário do Conselheiro Antônio Prado, editado en 1942, Everardo Valim Pereira de Souza hizo este análisis: 

Segundo a previsão do Conselheiro Antônio Prado, decretada de afogadilho a “Lei 13 de maio”, seus efeitos foram os mais desastrosos. Os ex-escravos, habituados à tutela e curatela de seus ex-senhores, debandaram em grande parte das fazendas e foram "tentar a vida" nas cidades; tentame aquele que consistia em: aguardente aos litros, miséria, crimes, enfermidades e morte prematura. Dois anos depois do decreto da lei, talvez metade do novo elemento livre havia já desaparecido! Os fazendeiros dificilmente encontravam "meieiros" que das lavouras quisessem cuidar. Todos os serviços desorganizaram-se; tão grande foi o descalabro social. A parte única de São Paulo que menos sofreu foi a que, antecipadamente, havia já recebido alguma imigração estrangeira; O geral da Província perdeu quase toda a safra de café por falta de colhedores.
Everardo Vallim Pereira de Souza

La ley Áurea fue el coroamento de la primera movilización nacional de la opinión pública, en la cual participaron políticos y poetas, esclavos, libertos, estudiantes, periodistas, abogados, intelectuales y obreros.
Ese 13 de mayo, (que ya fue festivo nacional durante la República Vieja), de la princesa Isabel de Bragança (hija del Emperador Don Pedro 2º), que estudiamos en la escuela primaria es lo 13 de mayo de la donación de la libertad, y resalta el apoyo dado por muchos blancos de la época a la abolición de la esclavitud.
Los militantes del actual movimiento negro en Brasil evocan un otro 13 de mayo, que ve la abolición, en 13 de mayo de 1888, como siendo un "golpe blanco" visando frenar el avance de la población negra, en la época, uno minoría oprimida.
En un tercer enfoque, lo 13 de mayo es visto como conquista popular. En ese enfoque se deben centrar los debates modernos, que encaren el problema negro como problema nacional. Todo el proceso de la abolición en Brasil fue lento y ambíguo, pues, como afirma José Murilo de Carvalho:  "La sociedad estaba marcada por valores de jerarquía, de desigualdad; marcada por la ausencia de los valores de libertad y de participación; marcada por la ausencia de la ciudadanía", y muestra aún José Murilo que no eran solo grandes fazendeiros que poseían esclavos. Dice aún el mismo historiador:
Escribe aún el mismo autor, al comentar la "carga de prejuicios que estructuran nuestra sociedad, bloquean la movilidad, impiden la construcción de una nación democrática":
El documento original de la Ley Áurea, firmado por la Princesa Isabel, se encuentra actualmente en el acervo del Archivo Nacional, en la ciudad de Río de Janeiro.

## Indemnización a los expropietarios de esclavos
La abolición total de la esclavitud solo fue posible en 1888, con la aprobación de la Ley Áurea, aunque anteriormente las leyes de Vientre Libre (Ley n.º 2040, de 1871) y de Sexagenarios (Ley n.º 3270, de 1888) ya preveían indemnizaciones de los esclavistas en el caso de liberación de los esclavos. Así lo recoge el profesor Perdigão Malheiro.
- La ley de Vientre Libre, en su art. 1º, §1º, dice que los hijos de esclavas con hasta 8 años incompletos son propiedad de los dueños de sus madres. Llegada la edad de 8 años, los señores pueden optar entre liberar el niño y recibir una indemnización de 600$000 del Estado, o de utilizarse de los servicios del menor hasta la edad de 21 años completos. En el art. 8º de la misma ley se determina que todos los esclavos sean dados de alta con declaración de nombre, sexo, estado, aptitud para el trabajo y filiación.

- La ley de Sexagenarios, en su art. 1º, §3º, estipula que el valor de cada esclavo será conforme a su edad, variando de 900$000 a 200$000, siendo que el valor de las esclavas del sexo femenino será un 25% menor. El apartado §8º del mismo artículo trata de la indemnización de los señores si lo doy de alta de los esclavos, si fuera obligación de algún operario suyo, no sea hecho, una vez que los esclavos no dados de alta serían automáticamente libertos. El art. 3º versa sobre la indemnización de los señores con base en el valor de tabla de los esclavos, siendo que un porcentaje del valor sería deducida de su precio en consonancia con el tiempo que llevó para el esclavo ser liberto a partir de suyo doy de alta, variando del 2% de deducción se liberó el primer año, a 12% de deducción se liberó del decimoprimer año en delante. En el caso de esclavos con edad entre 60 años completos y 65 años incompletos, según el art. 3º, §10, la indemnización a los señores por su alforria se da por la prestación de servicio por un período de 3 años. A partir de 65 años, los esclavos son libertos de cualquier obligación para con su señor mediante su alforria. El art. 4º, §4º, explicita, sin embargo, que la regalía a la indemnización por la alforria de los esclavos cesará con la extinción de la esclavitud, que se dio con la Abolición de la esclavitud, en 1888.

### Debates en la Cámara de Diputados
En 23 de agosto de 1871, antes de la publicación de la ley de Vientre Libre, que se promulgó el mes siguiente y garantizaba la libertad a los hijos de esclavos nacidos en Brasil, el Senado decidió, de forma plenaria, autorizar la liberación (alforria) de los esclavos de la nación cuyos servicios fueran dados en usufructo a la Corona, independientemente de su indemnización.
El 15 de julio de 1884, el diputado Antônio Felício dos Santos presentó el proyecto de ley n.º 51  "disponiendo que se proceda la nueva matrícula de todos los esclavos hasta julio de 1885, quedando libres los que no sean inscritos y cuyo valor será arbitrado conforme el proceso de la ley para la liberación por el fondo de emancipación". El fondo de emancipación buscaba reunir de manera pecuniaria recursos para la obtención del mayor número de cartas de alforria. La indemnización aseguraría la legitimidad de la propiedad privada, principio denegado después de la promulgación de la ley de la Abolición, al desclasificar al esclavo como un objeto, una propiedad. Ese fondo fue creado por la ley de Vientre Libre, en su artículo 3. El proyecto de ley propuesto por el diputado Antônio Felício dos Santos tenía, por lo tanto, como función primordial el fin de la esclavitud por el simple hecho de que si no se efectuara la nueva matrícula requerida, el propietario del esclavo perdería la posesión sobre el mismo, obteniendo solo la justa indemnización prevista por el fondo de emancipación.
El 3 de septiembre de 1884, el diputado y primer secretario de la Cámara, Leopoldo Augusto Diocleciano de Melo e Cuña, prosiguió el testimonio del Decreto n.º 9.270 elaborado por el entonces ministro y Secretario de Estado de los Negocios del Imperio, Felipe Franco de Sá, con el siguiente tenor: "Usando de la atribución que me confiere la Constitución Política del Imperio en el art. 101 § 5º, y habiendo oído al Consejo de Estado, he por las buenas disolver la Cámara de los Diputados y convocar otra, que se reunirá extraordinariamente el día 1º de marzo del año próximo." El motivo de esta disolución no fue otro que la contradicción entre la disposición y el proyecto de Ley de n.º 48, que buscaba la implementación de nuevos impuestos para el aumento del Fondo de Emancipación y concediendo libertad a los mayores de 60 años sin indemnización.
La disolución de la Cámara de los Diputados buscaba frenar los movimientos abolicionistas, pero la oposición no consiguió contener las ideas liberales. Una última tentativa para asegurar el derecho a la indemnización tras la esclavitud fue presentada el 24 de mayo de 1888, con el objetivo de establecer -como bien se dice en su preámbulo- "providencias complementarias a la Ley n° 3.353 de 13 de mayo de 1888, que extinguió la esclavitud". El diputado A. Conejo Rodrigues envió a la Cámara de Diputados el proyecto de ley n.º 10, que ordenaba al gobierno indemnizar los perjuicios resultantes de la extinción del elemento servil. Tal proyecto fue rechazado, toda vez que iba contra lo ya establecido en las leyes: Áurea, Sexagenarios y de Vientre Libre.

### Después de la prohibición de la esclavitud
El 14 de diciembre de 1890, por decreto, en propuesta hecha por Joaquim Nabuco el año de 1888, Ruy Barbosa, empossado en su función de Ministro de la Hacienda, solicita la destrucción de todos los libros de matrícula, documentos y papeles referentes a la esclavitud existentes en el Ministerio de Hacienda, de modo a impedir cualquier investigación en aquel momento y posterior a él que visara la indemnización de expropietarios de esclavos. Sin embargo, esa decisión solo fue realizada el 13 de mayo de 1891, en la gestión de Tristão de Alencar Araripe que, en el acto del encuentro que culminó en tal destrucción, mandó analizar la situación del esclavo bajo el punto de vista jurídico un año antes, y las tendencias abolicionistas en aquella época. Rui Barbosa veía en la esclavitud el mayor de los problemas de Brasil, no tolerando medios en cuanto a su fin, a ejemplo de las leyes de Vientre Libre y Sexagenários: si ha de abolirse la esclavitud, que sea extinta por completo. El ministro afirmaba que, si era par alguien ser indenizado, debería ser por los propios exesclavos. Sin embargo, sabiendo de la imposibilidad de ese acontecimiento, la idea de quemar su acervo tuvo inicio.